# María Raquel Cochez
María Raquel Cochez (Panamá, 1978) es una artista plástica panameña. Se licenció en Bellas Artes en el Savannah College of Art and Design de Savannah (SCAD), en Georgia, en el año 2002. En el año 2010, fue merecedora del Premio de Honor de la SCAD y en el 2012, de una beca de la New York Fundation for Contemporary Arts. Su obra reflexiona fundamentalmente sobre el cuerpo de la mujer, los desórdenes alimenticios y los cánones de belleza.

## Biografía
María Raquel Cochez cuenta con numerosas exhibiciones colectivas e individuales, a nivel nacional e internacional. Ha participado en las Bienales Centroamericanas del 2010 y del 2012. Su obra ha sido reseñada en varias publicaciones internacionales y ha ganado varios premios como el Emergency Grant de la Foundation for Contemporary Arts de Nueva York en el 2012, así como el de la Fundación Casa Santa Ana de Panamá en el 2014. 
Fue finalista del Grants to Feminist Women in the Arts de la Barbara Deming Memorial Fund, Inc., en el 2014 y en 2016 y fue invitada como artista en residencia en el KulturKontakt de Viena en Austria. Además, su obra forma parte de la colección del Centro Ortiz Gurdían en Nicaragua. Cochez participa regularmente en talleres, conferencias, exhibiciones y festivales.

## Enfoque de su obra
Cochez reflexiona a través del arte, sobre los trastornos alimenticios y las consecuencias físicas y emocionales que suponen. Según ella misma refiere, su reflexión gira en torno a la experiencia humana en cuanto a los conceptos de belleza, autoestima, las normas que se establecen en torno a la comida, y las interpretaciones de estas normas. Mediante piezas autorreferenciales, autobiográficas y biográficas, y a través de variedad de medios, trabaja desde la experiencia personal los conceptos de la belleza en la niñez, las diferencias culturales y subjetivas en los cánones de belleza, la autodestrucción dada por los conceptos distorsionados del cuerpo, la dinámica sexual en torno a los cuerpos menospreciados por los medios masivos, y cómo la relación con la comida puede marcar la vida de las personas

## Cronología de su obra
Sus primeras exposiciones individuales fueron en 2004 en La Bohème, en 2006 en La casona y en 2009 en Diablo Rosso, tres espacios alternativos para el arte contemporáneo en Panamá. Hasta la fecha ha presentado las siguientes exposiciones personales, estando incluida además en numerosas muestras colectivas.
- 2018 Verano Inolvidable, Galería Veinticuatrosiete, San José, Costa Rica Mamíferos, Proyecto Poporopo, Ciudad de Guatemala, Guatemala
- 2017 Desde la habitación, La Erre espacio de arte, Ciudad de Guatemala, Guatemala
- 2015 Iʼm OK, The Americas Collection Gallery, Miami, FL
- 2013 Wet nʼ Wild, Galería Arteconsult, Panamá, Panamá
- 2012 Little Fat Girl, Centro Cultural Los del Patio, Panamá
- 2011 Home is Where the Heart Is, Galería Diablo Rosso, Panamá,[9]
- Panamá Maria Raquel Cochez: Fotografía, Festival ESFOTO, Santa Tecla, El Salvador
- 2010 I Want Something Else, Red Creative, Atlanta, GA
- 2009 The Trouble with Food, Galería Diablo Rosso, Panamá, Panamá
- 2006 Life Performances, Centro Cultural La Casona, Panamá, Panamá
- 2004 Rebuscando Memorias, Galería La Boheme, Panamá Panamá

- Realizó una pieza colaborativa con el artista estadounidense Scott Blake creó un retrato en código de barras.[10][11]